# Purrkur Pillnikk
 Purrkur Pillnikk  war eine isländische Punkband und gehörte zu den wichtigsten isländischen Punkbands während der Blütezeit des Punk in Island Anfang der 80er.

## Bandgeschichte
Die Band wurde im März 1981 von den Schulfreunden Einar Örn Benediktsson, Bragi Ólafsson, Friðrik Erlingsson und Ásgeir Ragnar Bragason gegründet.

## Stil
Der Sound der Band wurde bestimmt durch eine sehr melodiöse Art des Punk, neben dem punktypischen 3-Akkord Sound, dem jazzig angehauchten Bass Bragi Ólafssons, gehörte vor allem Einar Örns exzentrischer Gesang zu den Stilmerkmalen der Band. Lyrisch wurden Alltagssorgen verarbeitet, aber auch eine gewisse düstere Grundstimmung kommt bei einigen Liedern zum Ausdruck. 18 Monate nach ihrer Gründung löste sich die Band im September 1982 auf. 

## Diskografie
Alben
- 1981: Ehgji En:
- 1982: Googooplex
- 1993: Ekki En
- 2001: Í Augum Úti

EPs
- 1981: Tilf
- 1982: Maskínan
- 1982: No Time To Think

## Wissenswertes
Die isländische Band Gus Gus veröffentlichte auf ihrem Album Forever das Lied If you don't jump, welches ein Sample des Songs Augun úti von Purrkur Pillnikk enthält.
Der Leadsänger Einar Örn Benediktsson hatte später große Erfolge mit The Sugarcubes.